# Condeixa-a-Velha
Condeixa-a-Velha é uma povoação portuguesa do Município de Condeixa-a-Nova, no Distrito de Coimbra, que foi sede da extinta Freguesia de Condeixa-a-Velha, freguesia que tinha 24,18 km² de área e 3 472 habitantes (2011), e, por isso, uma densidade populacional de 143,6 hab./km².
A Freguesia de Condeixa-a-Velha foi extinta em 2013, no âmbito de uma reforma administrativa nacional, tendo sido agregada à Freguesia de Condeixa-a-Nova para formar uma nova freguesia denominada União das Freguesias de Condeixa-a-Velha e Condeixa-a-Nova com sede em Condeixa-a-Nova.
A povoação foi fundada pela população de Conímbriga, depois do abandono desta cidade.

## População

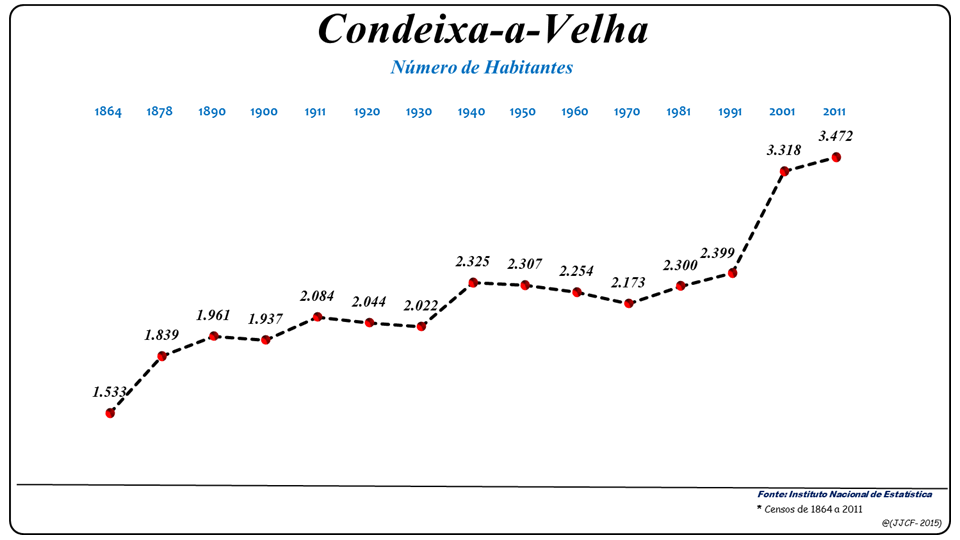
Evolução da População (1864 / 2011)

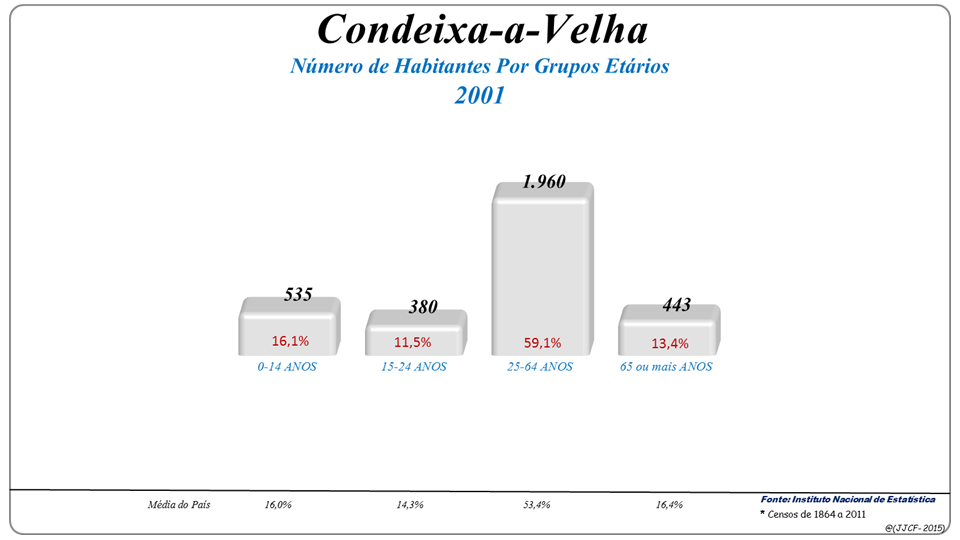
Grupos Etários (2001 e 2011)

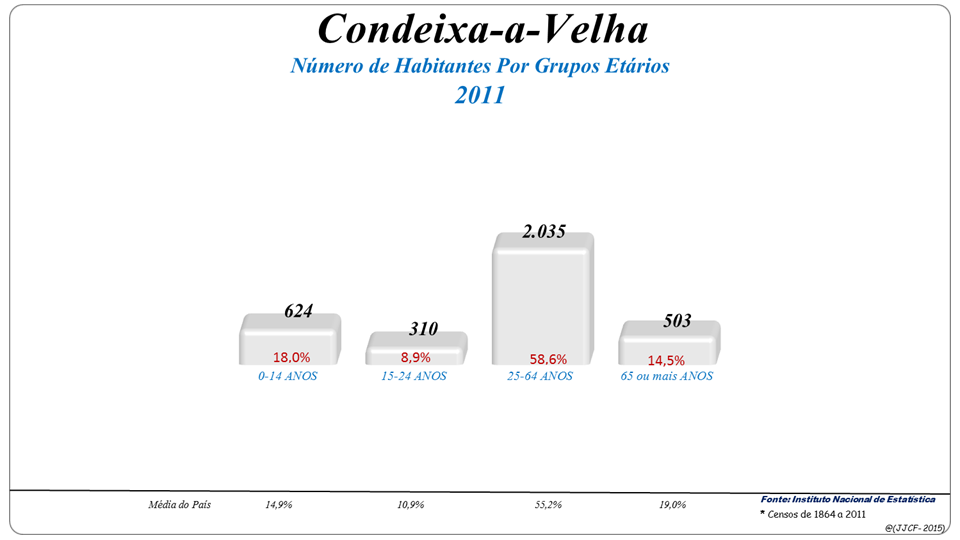
Grupos Etários (2001 e 2011)

| População da freguesia de Condeixa-a-Velha | População da freguesia de Condeixa-a-Velha | População da freguesia de Condeixa-a-Velha | População da freguesia de Condeixa-a-Velha | População da freguesia de Condeixa-a-Velha | População da freguesia de Condeixa-a-Velha | População da freguesia de Condeixa-a-Velha | População da freguesia de Condeixa-a-Velha | População da freguesia de Condeixa-a-Velha | População da freguesia de Condeixa-a-Velha | População da freguesia de Condeixa-a-Velha | População da freguesia de Condeixa-a-Velha | População da freguesia de Condeixa-a-Velha | População da freguesia de Condeixa-a-Velha | População da freguesia de Condeixa-a-Velha |
| ------------------------------------------ | ------------------------------------------ | ------------------------------------------ | ------------------------------------------ | ------------------------------------------ | ------------------------------------------ | ------------------------------------------ | ------------------------------------------ | ------------------------------------------ | ------------------------------------------ | ------------------------------------------ | ------------------------------------------ | ------------------------------------------ | ------------------------------------------ | ------------------------------------------ |
| 1864                                       | 1878                                       | 1890                                       | 1900                                       | 1911                                       | 1920                                       | 1930                                       | 1940                                       | 1950                                       | 1960                                       | 1970                                       | 1981                                       | 1991                                       | 2001                                       | 2011                                       |
| 1 533                                      | 1 839                                      | 1 961                                      | 1 937                                      | 2 084                                      | 2 044                                      | 2 022                                      | 2 325                                      | 2 307                                      | 2 254                                      | 2 173                                      | 2 300                                      | 2 399                                      | 3 318                                      | 3 472                                      |

## Património edificado
- Aqueduto romano de Conímbriga e Castelo de Alcabideque
- Igreja Matriz de Condeixa-a-Velha
- Ruínas de Conímbriga